# Francisco José Teixeira Bastos
Francisco José Teixeira Bastos (Lisboa, 1857 — Lisboa, 1902), mais conhecido por Teixeira Bastos, foi um poeta, jornalista e ensaísta, que atingiu grande nomeada no último quartel do século XIX. Com Teófilo Braga editou diversos periódicos de crítica literária, tendo sido um dos introdutores em Portugal do positivismo de Augusto Comte. Foi sócio da Academia Real das Ciências de Lisboa, eleito em 5 de Novembro de 1891.

## Biografia
Formou-se no Curso Superior de Letras, onde foi aluno de Teófilo Braga, a cuja influência se deve a adesão de Teixeira Bastos à doutrina positivista.
Teixeira Bastos foi um dos maiores entusiastas do positivismo, doutrina que entendia aplicável a todos os domínios do pensamento. Dedicou-se à divulgação do pensamento de Auguste Comte, resumindo em português a sua obra Cours de Philosophie Positive, que em 1883 publicou sob o título de Princípios de Filosofia Positiva.
O pensamento positivista está também patente na sua obra poética, dando-lhe um cunho filosófico e uma intenção declarada de a consagrar ao progresso da humanidade. Este carácter está bem patente na sua obra Vibrações do Século' (1882).
Como jornalista e publicista, dirigiu a revista  Era Nova  (1880-1881),  a Revista de Estudos Livres  (1883-1886) e O Positivismo, periódicos que fundou e dirigiu com Teófilo Braga. Também  colaborou em vários jornais e revistas, entre os quais O Século, Renascença (1878-1879?), A Mulher  (1879), O Pantheon  (1880-1881) e a Galeria republicana (1882-1883),  Livre Exame (1885-1886).
Defendia a aplicação do positivismo à estética realista-naturalista, considerando que as insuficiências da corrente literária naturalista se devia à falta da luz viva e clara da filosofia positiva, a única que os podia guiar conscientemente na exploração dos fenómenos sociais.

## Principais obras
- Rumores Vulcânicos, 1879 (poesia);
- Luís de Camões e a Nacionalidade Portuguesa, 1880 (ensaio);
- Ensaios sobre a Evolução da Humanidade, 1882 (ensaio);
- Vibrações do Século, 1882 (poesia);
- Princípios de Filosofia Positiva, 1883 (ensaio);
- Ciência e Filosofia. Ensaios de Crítica Positivista, 1890 (ensaio);
- Teófilo Braga e a sua Obra, 1892 (ensaio);
- A crise: estudo sobre a situação política, financeira, económica e moral da nação, 1894 (ensaio);
- Poetas brazileiros, 1895 (crítica literária).